# Administración Pública Federal

Variante del Escudo Nacional de México con la inscripción del nombre oficial del país: Estados Unidos Mexicanos formando un semicírculo superior. El llamado sello de México es un emblema institucional de cualquier dependencia federal, y más usado concretamente por las secretarías de Estado.

La Administración Pública Federal es el conjunto de ministerios o despachos (conocido en el país como gabinete presidencial), dependencias federales, organismos descentralizados y empresas paraestatales que integran un grupo de colaboradores que asisten, para el desarrollo de sus atribuciones y funciones, al presidente de México. La Constitución vigente contempla dichas instituciones en cinco artículos del mismo apartado (Título III, Capítulo III) que define al Poder Ejecutivo, el cual recae exclusivamente en el presidente de la República, por lo que el organigrama antes mencionado no es depositario de dicho poder, sino una organización formalizada en sectores para atender, desde la jefatura del ejecutivo, diversas tareas gubernamentales, pudiendo ser estas funciones básicas, complementarias, coyunturales o emergentes. Las obligaciones, facultades, requisitos y restricciones a los distintos cargos están determinadas por la Ley Orgánica de la Administración Pública Federal.
La administración pública federal es centralizada y paraestatal, de acuerdo con la Ley Orgánica de la Administración Pública Federal y la carta magna, en su artículo 90; las secretarías de Estado son su principal componente, pero estas a la vez tendrán adscritas (además de sus órganos internos) a dependencias federales, organismos descentralizados y empresas paraestatales, y todo lo anterior tiene a su cargo diversas carteras de interés público. Los titulares y la estructura del gabinete serán responsables del diseño, aplicación, evaluación y garantía de las políticas públicas en materia de gobernabilidad, fuerzas armadas, seguridad pública, economía, relaciones exteriores, servicios públicos (educación, salud, empleo, vivienda, alimentación), infraestructura, medio ambiente, contraloría, entre otras áreas de responsabilidad del gobierno federal.
El presidente está facultado para nombrar y remover a los miembros del organigrama, así como para crear entidades al interior de este para la atención directa o específica de asuntos de interés público. Sin embargo, la creación de nuevas secretarías, la validación de las políticas desarrolladas e incluso el nombramiento de algunos funcionarios dependen de la determinación del Congreso de la Unión. El gabinete se divide, para su conformación, en gabinete legal (las secretarías de Estado) y gabinete ampliado (consejería jurídica, dependencias, organismos descentralizados y empresas del Estado), pero no incluyen, al menos en los términos de la ley orgánica, a la Oficina de la Presidencia, que cuenta con su propia estructura y normatividad, trabajando directamente con el titular del ejecutivo.

## Administración Pública Centralizada
El segundo párrafo del primer artículo de la Ley Orgánica de la Administración Pública Federal establece:

La Oficina de la Presidencia de la República, las Secretarías de Estado, la Consejería Jurídica del Ejecutivo Federal y los Órganos Reguladores Coordinados integran la Administración Pública Centralizada.

### Secretarías de Estado
Las secretarías de estado son las dependencias administrativas que auxilian al presidente de México en sus funciones, encabezadas por un titular denominado "secretario", quien es nombrado directamente por el presidente. La Constitución de México prevé a las secretarías de estado en sus artículos 89 fracción II y 90 a 93.
El número y denominación de las secretarías de estado de México se encuentran determinados por la Ley Orgánica de la Administración Pública Federal en su artículo 26, el cual prevé, junto con la Consejería Jurídica del Ejecutivo Federal, la existencia de 21 secretarías de estado:

#### Secretaría de Gobernación
| Secretaría de Gobernación                                                          | Secretaría de Gobernación                                                                       |
| Subsecretarías                                                                     | Subsecretarías                                                                                  |
| ---------------------------------------------------------------------------------- | ----------------------------------------------------------------------------------------------- |
| Subsecretaría de Gobierno                                                          |                                                                                                 |
| Subsecretaría de Derechos Humanos, Población y Migración                           |                                                                                                 |
| Subsecretaría de Desarrollo Democrático, Participación Social y Asuntos Religiosos |                                                                                                 |
| Unidades                                                                           |                                                                                                 |
| Unidad General de Asuntos Jurídicos                                                |                                                                                                 |
| Unidad de Gobierno                                                                 |                                                                                                 |
| Oficialía Mayor                                                                    |                                                                                                 |
| Órganos administrativos desconcentrados                                            |                                                                                                 |
|                                                                                    | Instituto Nacional para el Federalismo y el Desarrollo Municipal                                |
|                                                                                    | Instituto Nacional de Migración                                                                 |
|                                                                                    | Comisión Nacional para Prevenir y Erradicar la Violencia Contra las Mujeres                     |
|                                                                                    | Comisión Nacional de Búsqueda                                                                   |
|                                                                                    | Secretaría General del Consejo Nacional de Población                                            |
|                                                                                    | Coordinación para la Atención Integral de la Migración en la Frontera Sur                       |
|                                                                                    | Coordinación General de la Comisión Mexicana de Ayuda a Refugiados                              |
|                                                                                    | Secretaría Ejecutiva del Sistema Nacional de Protección Integral de Niñas, Niños y Adolescentes |

#### Secretaría de Relaciones Exteriores
| Secretaría de Relaciones Exteriores                         |
| Subsecretarías                                              |
| ----------------------------------------------------------- |
| Subsecretaría de Relaciones Exteriores                      |
| Subsecretaría para América del Norte                        |
| Subsecretaría para América Latina y el Caribe               |
| Subsecretaría de Asuntos Multilaterales y Derechos Humanos  |
| Unidades                                                    |
| Oficialía Mayor                                             |
| Unidad de Relaciones Económicas y Cooperación Internacional |
| Consultoría Jurídica                                        |
| Fuente:                                                     |

#### Secretaría de la Defensa Nacional
| Secretaría de la Defensa Nacional    |
| Subsecretarías                       |
| ------------------------------------ |
| Subsecretaría de la Defensa Nacional |
| Unidades                             |
| Oficialía Mayor                      |
| Fuente:                              |

#### Secretaría de Marina
| Secretaría de Marina                                    |
| Subsecretarías                                          |
| ------------------------------------------------------- |
| Subsecretaría de Marina                                 |
| Dependencias                                            |
| Oficialía Mayor                                         |
| Fuerzas, Regiones, Zonas y Sectores Navales             |
| Cuartel General del Alto Mando                          |
| Unidades                                                |
| Unidad de Inteligencia Naval                            |
| Unidad de Operaciones Especiales de la Armada de México |
| Unidad de Capitanías de Puerto y Asuntos Marítimos      |
| Fuente:                                                 |

#### Secretaría de Seguridad y Protección Ciudadana
| Sub. de Operación Policial                         |                                                                  |
| Sub de Certificación y Combate a la Corrupción     |                                                                  |
| Sub. de Planeación, Información y Protección Civil |                                                                  |
| Dependencias                                       |                                                                  |
|                                                    | Centro Nacional de Inteligencia                                  |
|                                                    | Órgano Administrativo de Prevención y Reinserción Social         |
|                                                    | Servicio de Protección Federal                                   |
|                                                    | Sistema Nacional de Protección Civil                             |
|                                                    | Guardia Nacional                                                 |
|                                                    | Coordinación Nacional Antisecuestro                              |
|                                                    | Centro Nacional de Prevención de Desastres                       |
|                                                    | Secretariado Ejecutivo del Sistema Nacional de Seguridad Pública |
| Fuente:                                            |                                                                  |

#### Secretaría de Hacienda y Crédito Público
| Subsecretaría de Hacienda y Crédito Público       |                                                        |
| Subsecretaría de Egresos                          |                                                        |
| Unidades administrativas                          |                                                        |
| Procuraduría Fiscal                               |                                                        |
| Tesorería de la Federación                        |                                                        |
| Unidad de Inteligencia Financiera                 |                                                        |
| Oficialía Mayor                                   |                                                        |
| Órganos dependientes, desconcentrados y entidades |                                                        |
|                                                   | Servicio de Administración Tributaria                  |
|                                                   | Comisión Nacional Bancaria y de Valores                |
|                                                   | Comisión Nacional del Sistema de Ahorro para el Retiro |
|                                                   | Financiera Rural                                       |
|                                                   | Comisión Nacional de Seguros y Fianzas                 |
| Fuente:                                           |                                                        |

#### Secretaría de Bienestar
| Sub. del Bienestar Social                                             |
| Sub. de Desarrollo Productivo, Rural y Regional                       |
| Sub. de Asuntos Indígenas                                             |
| Órganos dependientes, desconcentrados y entidades                     |
| Instituto Nacional de Desarrollo Social                               |
| Coordinación Nacional del Programa de Desarrollo Humano Oportunidades |
| Instituto Nacional de la Economía Social                              |
| Oficialía Mayor                                                       |

#### Secretaría de Medio Ambiente y Recursos Naturales
| Secretaría de Medio Ambiente y Recursos Naturales     | Secretaría de Medio Ambiente y Recursos Naturales                | Secretaría de Medio Ambiente y Recursos Naturales |
| Subsecretarías                                        | Subsecretarías                                                   | Subsecretarías                                    |
| ----------------------------------------------------- | ---------------------------------------------------------------- | ------------------------------------------------- |
| Subsecretaría de Fomento y Normatividad Ambiental     |                                                                  |                                                   |
| Subsecretaría de Gestión para la Protección Ambiental |                                                                  |                                                   |
| Subsecretaría de Planeación y Política Ambiental      |                                                                  |                                                   |
| Órganos dependientes desconcentrados y entidades      |                                                                  |                                                   |
|                                                       | Procuraduría Federal de Protección al Ambiente                   |                                                   |
|                                                       | Comisión Nacional del Agua                                       |                                                   |
|                                                       | Comisión Nacional para el Conocimiento y Uso de la Biodiversidad |                                                   |
|                                                       | Comisión Nacional de Áreas Naturales Protegidas                  |                                                   |

#### Secretaría de Energía
| Sub. de Energía                                  |                                                        |
| Sub. de Hidrocarburos                            |                                                        |
| Sub. de Electricidad                             |                                                        |
| Sub. de Energía Renovable                        |                                                        |
| Unidades Administrativas                         |                                                        |
| Oficialía Mayor                                  |                                                        |
| Órganos dependientes desconcentrados y entidades |                                                        |
|                                                  | Comisión Nacional de Seguridad Nuclear y Salvaguardias |
| Fuente:                                          |                                                        |

#### Secretaría de Economía
| Subsecretaría de Industria y Comercio                |
| Subsecretaría de Comercio Exterior                   |
| Órganos dependientes, desconcentrados y entidades    |
| Centro Nacional de Metrología (METRAM)               |
| Fideicomiso del Fomento Minero (FIFOMI)              |
| Exportadora de Sal (ESSA)                            |
| Instituto Mexicano de la Propiedad Industrial (IMPI) |
| Procuraduría Federal del Consumidor (Profeco)        |
| Servicio Geológico Mexicano (SGM)                    |
| Fuente:                                              |

#### Secretaría de Agricultura y Desarrollo Rural
| Sub. de Agricultura                              |                                                             |
| Sub. de Desarrollo Rural                         |                                                             |
| Sub. de Autosuficiencia Alimentaria              |                                                             |
| Sub. de Fomento a los Agronegocios               |                                                             |
| Unidades administrativas                         |                                                             |
| Coordinación General de Ganadería                |                                                             |
| Dirección General de Desarrollo Rural            |                                                             |
| Órganos dependientes desconcentrados y entidades |                                                             |
|                                                  | Seguridad Alimentaria Mexicana                              |
|                                                  | Comisión Nacional de Acuacultura y Pesca                    |
|                                                  | Servicio Nacional de Inspección y Certificación de Semillas |
|                                                  | Universidad Autónoma Chapingo                               |
|                                                  | Colegio de Postgraduados                                    |
| Fuente:                                          |                                                             |

#### Secretaría de Infraestructura, Comunicaciones y Transportes
| Secretaría de Infraestructura, Comunicaciones y Transportes   | Secretaría de Infraestructura, Comunicaciones y Transportes |
| Subsecretarías                                                | Subsecretarías                                              |
| ------------------------------------------------------------- | ----------------------------------------------------------- |
| Subsecretaría de Tecnologías de la Información y Comunicación |                                                             |
| Subsecretaría de Transporte                                   |                                                             |
| Subsecretaría de Infraestructura                              |                                                             |
| Órganos dependientes desconcentrados y entidades              |                                                             |
|                                                               | Agencia Reguladora del Transporte Ferroviario               |
|                                                               | Instituto Mexicano del Transporte                           |

#### Secretaría de Anticorrupción y Buen Gobierno
| Secretaría de Anticorrupción y Buen Gobierno                                 |
| Subsecretarías                                                               |
| ---------------------------------------------------------------------------- |
| Subsecretaría de la Función Pública                                          |
| Subsecretaría de Responsabilidades Administrativas y Contrataciones Públicas |

#### Secretaría de Educación Pública
| Secretaría de Educación Pública                   | Secretaría de Educación Pública                               |
| Subsecretarías                                    | Subsecretarías                                                |
| ------------------------------------------------- | ------------------------------------------------------------- |
| Subsecretaría de Educación Básica                 |                                                               |
| Subsecretaría de Educación Superior               |                                                               |
| Unidades                                          |                                                               |
|                                                   | Dirección General de Educación Tecnológica Industrial (DGETI) |
|                                                   | Unidad de Equidad para la Educación                           |
| Órganos dependientes, desconcentrados y entidades |                                                               |
|                                                   | Universidad Pedagógica Nacional                               |
|                                                   | Instituto Politécnico Nacional                                |
|                                                   | Canal Once                                                    |
|                                                   | Universidad Abierta y a Distancia de México                   |
|                                                   | Sistema Televisión Educativa                                  |
|                                                   | Universidades para el Bienestar "Benito Juárez García"        |

#### Secretaría de Salud
| Secretaría de Salud                                 | Secretaría de Salud                                              | Secretaría de Salud |
| Subsecretarías                                      | Subsecretarías                                                   | Subsecretarías      |
| --------------------------------------------------- | ---------------------------------------------------------------- | ------------------- |
| Subsecretaría de Prevención y Promoción de la Salud |                                                                  |                     |
| Órganos dependientes, desconcentrados y entidades   |                                                                  |                     |
|                                                     | Comisión Nacional contra las Adicciones                          |                     |
|                                                     | Comisión Federal para la Protección contra Riesgos Sanitarios    |                     |
|                                                     | Comisión Nacional de Protección Social en Salud (Seguro Popular) |                     |
|                                                     | Comisión Nacional de Arbitraje Médico                            |                     |
|                                                     | Comisión Nacional de Bioética                                    |                     |

#### Secretaría del Trabajo y Previsión Social
| Secretaría del Trabajo y Previsión Social         | Secretaría del Trabajo y Previsión Social      |
| Subsecretarías                                    | Subsecretarías                                 |
| ------------------------------------------------- | ---------------------------------------------- |
| Subsecretaría del Trabajo y Previsión Social      |                                                |
| Subsecretaría de Empleo y Productividad Laboral   |                                                |
| Órganos dependientes, desconcentrados y entidades |                                                |
|                                                   | Procuraduría Federal de la Defensa del Trabajo |
|                                                   | Comité Nacional Mixto de Protección al Salario |
|                                                   | Servicio Nacional de Empleo                    |

#### Secretaría de Desarrollo Agrario, Territorial y Urbano
| Secretaría de Desarrollo Agrario, Territorial y Urbano | Secretaría de Desarrollo Agrario, Territorial y Urbano |
| Subsecretarías                                         | Subsecretarías                                         |
| ------------------------------------------------------ | ------------------------------------------------------ |
| Subsecretaría del Desarrollo Agrario                   |                                                        |
| Subsecretaría de Ordenamiento Territorial              |                                                        |
| Subsecretaría de Desarrollo Urbano y Vivienda          |                                                        |
| Órganos dependientes, desconcentrados y entidades      |                                                        |
|                                                        | Registro Agrario Nacional                              |

#### Secretaría de Cultura
| Secretaría de Cultura                                        | Secretaría de Cultura                                                   | Secretaría de Cultura |
| Subsecretarías                                               | Subsecretarías                                                          | Subsecretarías        |
| ------------------------------------------------------------ | ----------------------------------------------------------------------- | --------------------- |
| Subsecretaría de Desarrollo Cultural                         |                                                                         |                       |
| Subsecretaría de Diversidad Cultural y Fomento a la Lectura  |                                                                         |                       |
| Unidades                                                     |                                                                         |                       |
| Dirección General de Bibliotecas                             |                                                                         |                       |
| Dirección General de Culturas Populares, Indígenas y Urbanas |                                                                         |                       |
| Órganos dependientes, desconcentrados y entidades            |                                                                         |                       |
|                                                              | Biblioteca Vasconcelos                                                  |                       |
|                                                              | Centro Nacional de las Artes                                            |                       |
|                                                              | Fonoteca Nacional                                                       |                       |
|                                                              | Instituto Nacional de Antropología e Historia                           |                       |
|                                                              | Instituto Nacional de Bellas Artes y Literatura                         |                       |
|                                                              | Instituto Nacional de Estudios Históricos de las Revoluciones de México |                       |
|                                                              | Instituto Nacional del Derecho de Autor                                 |                       |
|                                                              | Radio Educación                                                         |                       |

#### Secretaría de Turismo
| Secretaría de Turismo                             | Secretaría de Turismo                    |
| Subsecretarías                                    | Subsecretarías                           |
| ------------------------------------------------- | ---------------------------------------- |
| Subsecretaría de Desarrollo y Operación Turística |                                          |
| Subsecretaría de Planeación y Política Turística  |                                          |
| Subsecretaría de Innovación y Calidad             |                                          |
| Órganos dependientes, desconcentrados y entidades |                                          |
|                                                   | Consejo de Promoción Turística de México |

#### Secretaría de Ciencia, Humanidades, Tecnología e Innovación
| Secretaría de Ciencia, Humanidades, Tecnología e Innovación | Secretaría de Ciencia, Humanidades, Tecnología e Innovación |
| Subsecretarías                                              | Subsecretarías                                              |
| ----------------------------------------------------------- | ----------------------------------------------------------- |
|                                                             |                                                             |
|                                                             |                                                             |
|                                                             |                                                             |
| Órganos dependientes, desconcentrados y entidades           |                                                             |
|                                                             |                                                             |

#### Secretaría de las Mujeres
| Secretaría de las Mujeres                         | Secretaría de las Mujeres |
| Subsecretarías                                    | Subsecretarías            |
| ------------------------------------------------- | ------------------------- |
|                                                   |                           |
|                                                   |                           |
|                                                   |                           |
| Órganos dependientes, desconcentrados y entidades |                           |
|                                                   |                           |

#### Consejería Jurídica del Ejecutivo Federal
| Consejería Jurídica del Ejecutivo Federal                        |
| Consejerías Adjuntas                                             |
| ---------------------------------------------------------------- |
| Consejería Adjunta de Consulta y Estudios Constitucionales       |
| Consejería Adjunta de Legislación y Estudios Normativos          |
| Consejería Adjunta de Control Constitucional y de lo Contencioso |

#### Agencia de Transformación Digital y Telecomunicaciones
| Agencia de Transformación Digital y Telecomunicaciones | Agencia de Transformación Digital y Telecomunicaciones |
| Órganos dependientes, desconcentrados y entidades      | Órganos dependientes, desconcentrados y entidades      |
| ------------------------------------------------------ | ------------------------------------------------------ |
|                                                        | Comisión Nacional de Mejora Regulatoria                |

### Órganos Reguladores Coordinados en Materia Energética
| Órgano regulador | Órgano regulador                   | Órgano regulador |
| ---------------- | ---------------------------------- | ---------------- |
|                  | Comisión Nacional de Hidrocarburos |                  |
|                  | Comisión Reguladora de Energía     |                  |

## Administración Pública Paraestatal
Los organismos descentralizados se encuentran regulados por la Ley Orgánica de la Administración Pública Federal como por la Ley Federal de Entidades Paraestatales.
Los organismos descentralizados, las empresas de participación estatal, las instituciones nacionales de crédito, las organizaciones auxiliares nacionales de crédito, las instituciones nacionales de seguros y de fianzas y los fideicomisos, componen la administración pública paraestatal.

### Empresas productivas del Estado
| Organismo | Organismo                        | Organismo |
| --------- | -------------------------------- | --------- |
|           | Comisión Federal de Electricidad |           |
|           | Petróleos Mexicanos              |           |

### Organismos descentralizados

#### No sectorizados
| Organismo | Organismo                                                         | Organismo |
| --------- | ----------------------------------------------------------------- | --------- |
|           | Instituto del Fondo Nacional de la Vivienda para los Trabajadores |           |
|           | Instituto Nacional de los Pueblos Indígenas                       |           |
|           | Sistema Público de Radiodifusión del Estado Mexicano              |           |
|           | Notimex                                                           |           |
|           | Procuraduría de la Defensa del Contribuyente                      |           |
|           | Secretaría Ejecutiva del Sistema Nacional Anticorrupción          |           |

#### Sectorizados a Gobernación
| SEGOB | SEGOB                                            |
| ----- | ------------------------------------------------ |
|       | Archivo General de la Nación                     |
|       | Consejo Nacional para Prevenir la Discriminación |
|       | Talleres Gráficos de México                      |
|       | Comisión Ejecutiva de Atención a Víctimas        |

#### Sectorizados a Hacienda y Crédito Público
| SHCP | SHCP                                                                                    |
| ---- | --------------------------------------------------------------------------------------- |
|      | Comisión Nacional para la Protección y Defensa de los Usuarios de Servicios Financieros |
|      | Casa de Moneda de México                                                                |
|      | Financiera Nacional de Desarrollo Agropecuario, Rural, Forestal y Pesquero              |
|      | Instituto para la Protección al Ahorro Bancario                                         |
|      | Lotería Nacional para la Asistencia Pública                                             |
|      | Pronósticos para la Asistencia Pública                                                  |
|      | Instituto para Devolver al Pueblo lo Robado                                             |

#### Sectorizados a Bienestar
| Bienestar | Bienestar                                                                           |
| --------- | ----------------------------------------------------------------------------------- |
|           | Consejo Nacional para el Desarrollo y la Inclusión de las Personas con Discapacidad |
|           | Instituto Mexicano de la Juventud                                                   |
|           | Instituto Nacional de las Personas Adultas Mayores                                  |

#### Sectorizados a Medio Ambiente y Recursos Naturales
|  | Comisión Nacional Forestal                        |
|  | Instituto Nacional de Ecología y Cambio Climático |

#### Sectorizados a Energía
| SENER | SENER                                                 |
| ----- | ----------------------------------------------------- |
|       | Centro Nacional de Control de Energía                 |
|       | Centro Nacional de Control del Gas Natural            |
|       | Instituto Nacional de Investigaciones Nucleares       |
|       | Instituto Nacional de Electricidad y Energías Limpias |
|       | Instituto Mexicano del Petróleo                       |

#### Sectorizados a Economía
| SE | SE                                            |
| -- | --------------------------------------------- |
|    | Centro Nacional de Metrología                 |
|    | Instituto Mexicano de la Propiedad Industrial |
|    | Procuraduría Federal del Consumidor           |
|    | Servicio Geológico Mexicano                   |

#### Sectorizados a Infraestructura, Comunicaciones y Transportes
| SICT | SICT                                                    |
| ---- | ------------------------------------------------------- |
|      | Caminos y Puentes Federales                             |
|      | Agencia Espacial Mexicana                               |
|      | Telecomunicaciones de México                            |
|      | Organismo Promotor de Inversiones en Telecomunicaciones |

#### Sectorizados a Educación Pública
| SEP | SEP                                                       |
| --- | --------------------------------------------------------- |
|     | Colegio de Bachilleres                                    |
|     | Colegio Nacional de Educación Profesional Técnica         |
|     | Comisión Nacional de Cultura Física y Deporte             |
|     | Comisión Nacional de Libros de Texto Gratuitos            |
|     | Consejo Nacional de Fomento Educativoo                    |
|     | Fondo de Cultura Económica                                |
|     | Instituto Mexicano de la Radio                            |
|     | Instituto Nacional de la Infraestructura Física Educativa |
|     | Instituto Nacional para la Educación de los Adultos       |

#### Sectorizados a Salud
| Secretaría de Salud | Secretaría de Salud                                                        |
| ------------------- | -------------------------------------------------------------------------- |
|                     | Instituto de Seguridad y Servicios Sociales de los Trabajadores del Estado |
|                     | Instituto Mexicano del Seguro Social                                       |
|                     | Instituto de Salud para el Bienestar                                       |
|                     | Sistema Nacional para el Desarrollo Integral de la Familia                 |
|                     | Comisión Federal para la Protección contra Riesgos Sanitarios              |
|                     | Hospital General de México                                                 |
|                     | Hospital Infantil de México                                                |
|                     | Hospital Juárez de México                                                  |
|                     | Instituto Nacional de Cardiología                                          |
|                     | Instituto Nacional de Cancerología                                         |
|                     | Instituto Nacional de Ciencias Médicas y Nutrición                         |
|                     | Instituto Nacional de Enfermedades Respiratorias                           |
|                     | Instituto Nacional de Geriatría                                            |
|                     | Instituto Nacional de Medicina Genómica                                    |
|                     | Instituto Nacional de Neurología y Neurocirugía                            |
|                     | Instituto Nacional de Pediatría                                            |
|                     | Instituto Nacional de Perinatología                                        |
|                     | Instituto Nacional de Psiquiatría                                          |
|                     | Instituto Nacional de Rehabilitación                                       |
|                     | Instituto Nacional de Salud Pública                                        |

#### Sectorizados a Trabajo y Previsión Social
| STPS | STPS                                                             |
| ---- | ---------------------------------------------------------------- |
|      | Comisión Nacional de los Salarios Mínimos                        |
|      | Instituto del Fondo Nacional para el Consumo de los Trabajadores |

#### Sectorizados en Desarrollo Agrario, Territorial y Urbano
| SEDATU | SEDATU                                   |
| ------ | ---------------------------------------- |
|        | Comisión Nacional de Vivienda            |
|        | Instituto Nacional del Suelo Sustentable |
|        | Procuraduría Agraria                     |

#### Sectorizados a Cultura
| Organismos descentralizados | Organismos descentralizados             |
| --------------------------- | --------------------------------------- |
|                             | Instituto Mexicano de Cinematografía    |
|                             | Instituto Nacional de Lenguas Indígenas |

### Empresas de participación estatal mayoritaria

#### Sectorizadas a Hacienda y Crédito Público
| SHCP | SHCP                                               |
| ---- | -------------------------------------------------- |
|      | Banco del Bienestar                                |
|      | Banco Nacional de Comercio Exterior                |
|      | Banco Nacional de Obras y Servicios Públicos       |
|      | Banco Nacional del Ejército, Fuerza Aérea y Armada |
|      | Nacional Financiera                                |
|      | Sociedad Hipotecaria Federal                       |

#### Sectorizadas a Infraestructura, Comunicaciones y Transportes
| SICT | SICT                               |
| ---- | ---------------------------------- |
|      | Aeropuertos y Servicios Auxiliares |
|      | Servicio Postal Mexicano           |

#### Sectorizadas a Cultura
| Empresas de participación estatal mayoritaria | Empresas de participación estatal mayoritaria                 |
| --------------------------------------------- | ------------------------------------------------------------- |
|                                               | Centro de Capacitación Cinematográfica                        |
|                                               | Educal                                                        |
|                                               | Compañía Operadora del Centro Cultural y Turístico de Tijuana |
|                                               | Estudios Churubusco Azteca                                    |
|                                               | Televisión Metropolitana                                      |

### Fideicomisos públicos

#### Sectorizados a Hacienda y Crédito Público
| Fideicomisos públicos | Fideicomisos públicos                                   |
| --------------------- | ------------------------------------------------------- |
|                       | Fondo de Capitalización e Inversión del Sector Rural    |
|                       | Fideicomisos Instituidos en Relación con la Agricultura |

#### Sectorizados a Cultura
| Fideicomisos públicos | Fideicomisos públicos                            |
| --------------------- | ------------------------------------------------ |
|                       | Fondo Nacional para el Fomento de las Artesanías |
|                       | Fideicomiso para la Cineteca Nacional            |

#### Sectorizados a Turismo
| SECTUR | SECTUR                               |
| ------ | ------------------------------------ |
|        | Fondo Nacional de Fomento al Turismo |